# Polypodiodes lachnopus
Polypodiodes lachnopus är en stensöteväxtart som först beskrevs av Nathaniel Wallich och William Jackson Hooker, och fick sitt nu gällande namn av Ren-Chang Ching. Polypodiodes lachnopus ingår i släktet Polypodiodes och familjen Polypodiaceae. Inga underarter finns listade.